# Љубинци (Ранковце)
Љубинци (мкд. Љубинци) су насеље у Северној Македонији, у североисточном делу државе. Љубинци су у оквиру општине Ранковце.

## Географија
Љубинци су смештени у североисточном делу Северне Македоније. Од најближег града, Куманова, село је удаљено 35 km источно.
Село Љубинци се налази у историјској области Славиште. Насеље је положено у долини Криве реке (тзв. Славишко поље), на приближно 530 метара надморске висине.
Месна клима је умерено континентална.

## Становништво
Љубинци су према последњем попису из 2002. године имали 164 становника. Од тога огромну већину чине етнички Македонци (99%).
Претежна вероисповест месног становништва је православље.